# Dogodek (sura)
Dogodek (arabsko Al-Waqia) je 56. sura (poglavje) v Koranu, ki jo sestavlja 96 ajatov (verzov). Je meška sura.
Med opravljanjem molitve (salata oz. namaza) pri tej suri verniki opravijo 3 ruku'jev (priklonov).